# Silvira Tomasini
Silvira Tommasini (partizansko ime Slovenka), slovenska politična delavka in narodna herojka, * 2. december 1913, Trst, † 13. avgust 1942, Kosovska Mitrovica.

## Življenje
Njen oče Virgil je bil stražnik, mama Ivanka, rojena Bradičič, šivilja. Po prvi svetovni vojni so emigrirali v Maribor, kjer je obiskovala osnovno in meščansko šolo ter gimnazijo in leta 1933 maturirala. Študirala je germanistiko na Filozofski fakulteti v Ljubljani in leta 1938 diplomirala. Nato se je v Mariboru dve leti preživljala s priložnostnimi deli. Leta 1940 je dobila delo na gimnaziji v Kosovski Mitrovici kot učiteljica nemščine. 
Na Univerzi v Ljubljani se je vključila v delo levičarskih akademskih društev Dom visokošolk, Triglav in Slovenski klub. Postala je članica Zveze komunistov Jugoslavije in navezala veliko stikov s člani Patrije. V tem času je na univerzi spoznala proletarskega pesnika, pisatelja in dramatika Toneta Čufarja. Že ob prvem srečanju ji je naznanil, da bo postala njegova žena. Kljub temu, da se nista nikoli poročila je njuna ljubezen trajala od tistega trenutka do smrti. Sodelovala sta tudi na političnem področju. Čufar je veliko časa preživel pri Silviri v Domu visokošolk, kjer so mu hranile in skrivale razne spise, tudi prepovedane. Pri ilegalnem delu sta morala biti zelo previdna, zato sta večkrat kot kurirko pošiljala Silvirino mater. Leta 1938 sta se preselila skupaj v Maribor. Ko se je leta 1940 zaradi službe preselila v Kosovsko MiItrovico, je Tone Čufar ostal v Sloveniji. Domov se je vračala ob božičnih in novoletnih praznikih, zadnjič ob smrti očeta leta 1941 in takrat zadnjič videla Toneta in domače. Leta 1936 je bila med organizatorji mladinskega mirovnega gibanja Maribor. V Kosovski Mitrovici je delovala med ljudmi na socialnem in kulturnem področju. Leta 1941 je Silvira postala članica prvega narodnoosvobodilnega odbora, kjer je ustanavljala odbore žena. Do 19. maja 1942 je bila med organizatorji narodno osvobodilnega upora. Tedaj so v Kosovski Mitrovici ustanovili gestapovsko postojanko in začeli obračunavati s privrženci narodnoosvobodilne borbe. V tem času, si je Silvira dopisovala s Čufarjem, da bi ji pridobil dovolilnico za vrnitev v Slovenijo, vendar jima ni uspelo. Še istega leta so jo Nemci aretirali, zasliševali in mučili. 13. avgusta 1942 so jo želeli odpeljati v Beograd. Na železniški postaji je Tomasinijeva pozdravljala navzoče z dvignjeno pestjo in vzklikala narodnoosvobodilna gesla. Poslali so jo nazaj v zapor in jo ponoči ustrelili.    
27. novembra 1953 je bila odlikovana z redom narodnega heroja. Postavili so ji spomenika, v Kosovski Mitrovici, kjer je po njej poimenovana tudi gimnazija, in v Vidmu pri Ščavnici. Po njej je bila poimenovana nekdanja krajevna skupnost na Teznu in ulica v Malem Lošinju. V Kosovski Mitrovici so takoj po vojni igrali poljudno igro v kateri je kot junakinja nastopala Silvira Tomasini, skladatelj in učitelj glasbe na gimnaziji pa je sestavil kompozicijo posvečeno prav njej.     